# Barylestis montandoni
Barylestis montandoni là một loài nhện trong họ Sparassidae.
Loài này thuộc chi Barylestis. Barylestis montandoni được Roger de Lessert miêu tả năm 1929.